# アンドリュー・ノット
アンドリュー・ノット（Andrew Knott、1979年11月22日 - ）は、イギリスの俳優。

## 出演作品
- レイチェル My Cousin Rachel  (2017) - ジョシュア役
- ミス・シェパードをお手本に The Lady in the Van (2015)
- シックハウス The Sickhouse (2008) - スティーヴ役
- ヒストリーボーイズ The History Boys (2006) - ロックウッド役
- ブラック・ビューティー/黒馬物語 Black Beauty (1994) - ジョー・グリーン役
- 秘密の花園 The Secret Garden (1993) - ディコン役